# Українці в Римі
На відміну від інших країн Європи, в Італії ніколи не існувало української громади з постійним населенням. Українці перебували тут здебільшого тимчасово як члени певних, головним чином, релігійних організацій. Переломною подією для формування української громади стала Берестейська унія 1596 р. З цього часу тут розвиваються органи греко-католицької церкви. Натомість багатотисячні припливи українців, спричинені подіями світових війн, мали короткочасний характер та супроводжувалися масовим відтоком на материнську землю чи в інші країни на еміграцію. В останні роки українська громада Риму поповнилася трудовими мігрантами з різних регіонів України.

## Найдавніші сліди
Чи не найстарішою пам'яткою Риму пов'язаною з Україною є церква св. Клімента (S. Clemente), яка знаходиться на Via di S. Giovanni in Laterano. Першу церкву тут, на руїнах храму Мітри збудовано ще в IV ст. У XI ст. ця церква була знищена норманами. Після цього на старих фундаментах побудували сучасний храм. В його підземеллях розкрито рештки храму IV ст., в якому Кирило та Мефодій у 867 р. склали мощі св. Климента знайдені ними у Криму. Культ св. Климента був дуже поширений в Русі. Частина його мощей зберігалася в Десятинній церкві у Києві.

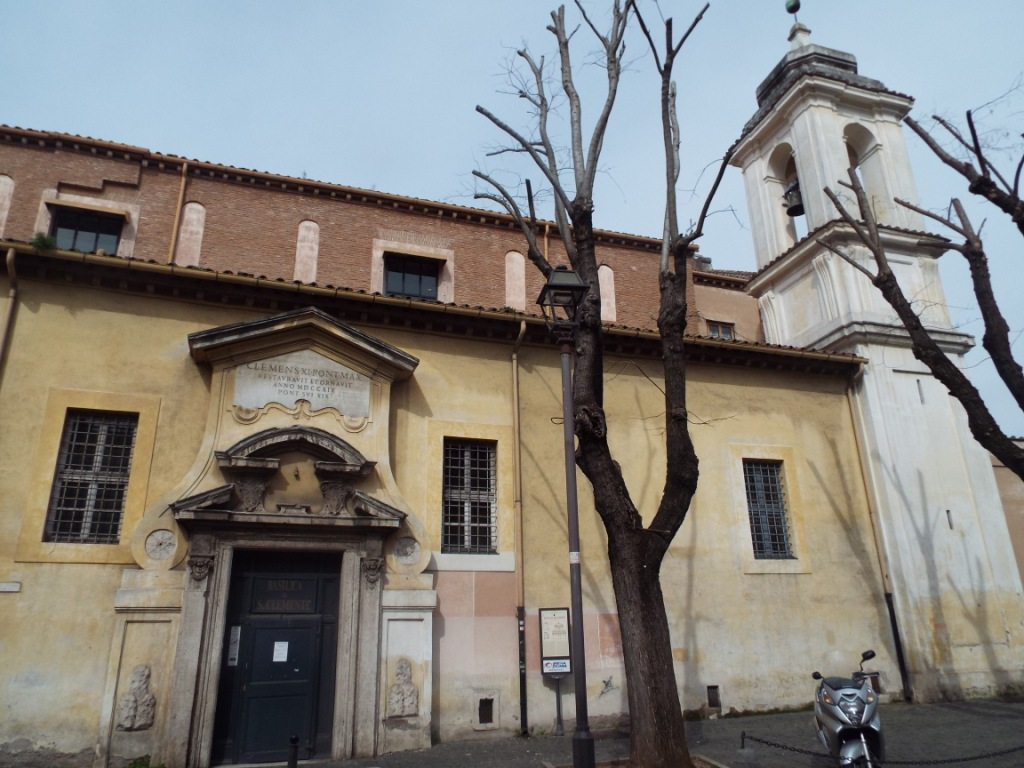
Церква св. Клімента у Римі. Фото 2018 р.

Тут також поховано самого слов'янського просвітителя Кирила (помер у Римі у 869 р.). Зважаючи на це, тут у підземеллі розміщено подяки від слов'янських народів. Наявна окрема дошка 1988 р. і від українців. 25.03.1927 р. у цій церкві прийняв хіротонію Владика Павло Гойдич з Пряшівщини, який в 1961 р. загинув за віру в тюрмі в Чехословаччині.
З запровадженням слов'янських мов до літургії пов'язано одну з папських базилік у Римі — Санта Марія Маджоре (Santa Maria Maggiore). Тут папа Адріан ІІ вперше дозволив Кирилу та Мефодію відправляти літургію слов'янською мовою. А пам'ятна таблиця встановлена болгарами свідчить, що тут цей папа також затвердив перекладені солунськими братами на слов'янську мову літургійні книги. Ця дошка знаходиться в першій каплиці з права, як входити до церкви головним входом на стіні зліва. Наявна в цій базиліці і інша цікава пам'ятка. У каплиці св. Павла, де знаходиться надпрестольна візантійська ікона Божої Матері, високо в лівій арці, намальовані в східних ризах два єпископи. Вони підписані як Потій та Ігнатій — святі ефіопські єпископи з IV ст. Проте, як свідчить Д. Маркусь, українці в Римі часто показували на них відвідувачам, стверджуючи що це і є творці Унії — Іпатій Потій та Кирило Терлецький.
Пам'ять про Хрещення Русі та княжу добу ми можна знайти у головному соборі Ватикану — базиліці св. Петра. Наразі в каплиці св. Еразма собору святого Петра можна побачити мозаїчні зображення княгині Ольги та Володимира Великого — хрестителів Русі. Вони були встановлені тут з нагоди 1000-літнього ювілею хрещення Русі. При цьому на зображенні Володимира виконано тризуб. Тож, наразі Україна є єдиною державою у світі (окрім самого Ватикану), чий герб зображено у соборі св. Петра в Римі.
У Ватиканській бібліотеці — так званому секретному архіві зберігаються цінні документи з історії України, зокрема, листи папи Григорія VII до київського князя Ізяслава Ярославича 1075 р. та в обороні його до польського короля Болеслава Сміливого датовані 17 і 24.04.1075 р. З інших цікавих документів в надрах папської бібліотеки можна відшукати лист папи Олександра IV до короля Данила Романовича від 3.02.1257 р., рукопис болгарського літописця Менасія з 1344-45 рр., в якому наявна мініатюра Володимир хрестить Русь-Україну, Служебник київського митрополита Ізидора з XV ст., документи щодо Берестейської унії та багато інших цінних документів.
Цікаво, що резиденцією папи довгий час був не Ватикан, а Латеранська базиліка — найважливіша з усіх храмів Риму. Ось які враження від відвідування лютеранської базиліки залишив Михайло Грушевський: «З семи римських церков, пізнішою традицією називаних Константиновими, найміцніше ся традиція зв'язана з „золотою базилікою“ Латерана, резиденцією середньовічного папства, „матір'ю й головою церков Рима і світу“. В її старій хрестильниці папа Сильвестр охрестив першого християнського цісаря Рима (що в дійсності прожив вік не хрещений і, як каже церковний історик, прийняв хрещення на смертній постелі). І сю церкву збудував він для сього папи, подарувавши йому при тім город Рим і його околицю. З старої базиліки зісталася в цілості гарна мозаїка вівтарної абсиди, з XIII віку. Ліпше заховалася стара хрестильня, збудована, як приймають, папою Сикстом в V в., з старими колонами і великою античною ванною з зеленавого базальту посередині. В бічних каплицях старі мозаїки V—VII віків на золотім тлі».
В сучасному Римі збереглася також церква св. Власія при якій у будинку по вул. Гілія (Giulia) 64 доживав свого віку митрополит київський Ісидор.
Після падіння Константинополя культурним орієнтиром для земель України стала Європа з Римом. Тож, наступні пам'ятки української присутності пов'язані з Берестейською Унією. Згадка про це знаходиться в серці міста, на Капітолійській площі (Campidoglio) на стіні римської ратуші — т. зв. Палати сенатора (Palazzo Senatorio). Плата сенатора збудована в середньовіччі на місці давньоримського храму Юпітера. Палату було перебудовано в 1582—1602 рр. З цієї оказії папа Климент VIII вмурував у фасадну стіну мармурову дошку зі своїми досягненнями, серед яких об'єднання русинів з римською церквою в 1595 р. — тобто та сама Берестейська Унія.

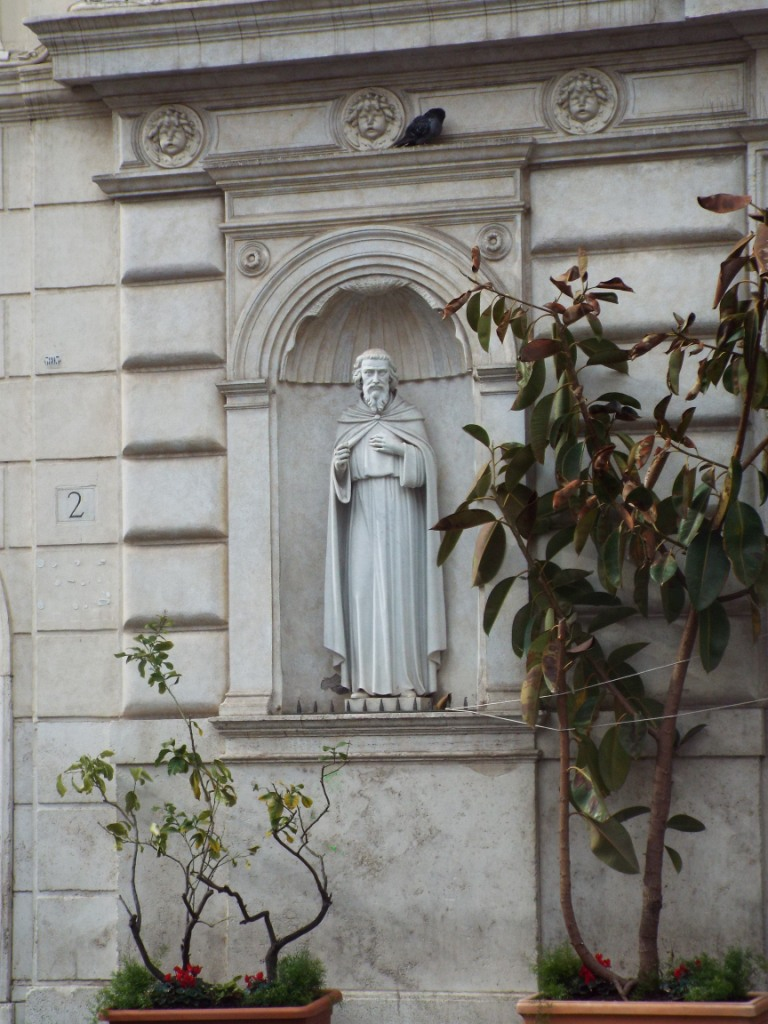
Зображення св. Йосафата (Кунцевича) на фасаді греко-католицької церкви св. Сергія та Вакха у Римі. Фото 2018 р.

В Римі, а конкретніше у Ватикані — у соборі св. Петра знаходиться вівтар св. Василя Великого, під яким спочили мощі одного з найактивніших уніатів св. Йосафата Кунцевича. Зважаючи на це, у вівтарі святого Василя часто проводяться українські богослужіння.
Грецька колегія св. Анастасія по вул. Бабуїно (Via del Babuino), 149 — місце формування найстарішої української громади в Римі. Колегія була заснована 1576-77 рр. для студентів східних католицьких церков. Поруч знаходиться церква св. Анастасія збудована в стилі ренесансу в 1580-83 рр. В цій церкві відправляли першу після підписання унії літургію єпископи Іпатій Потій та Кирило Терлецький. Літургічні відправи в цій церкві досі відбуваються в східному обряді грецькою мовою. В 1963 р. церкву призначено як кардинальську Йосипу Сліпому. Першим українським студентом колегії був Петро Потій, який супроводжував батька до Риму для підписання унійного акту. Наступні студенти — це Йосиф Веніамін Рутський (з Білорусі), що потім став Київським митрополитом та Ілля Мороховський (зі Львова), який став єпископом Володимирським та Берестейським. Вони закінчили студії 1603 р. Загалом, між 1596 та 1803 рр. в колегії навчалося 139 українських студентів (за іншими даними впродовж XVI—XIX ст. Грецьку колегію св. Атанасія закінчило 250 студентів з Київської митрополії). Серед них був Феофан Прокопович (1681—1736) — православний архієпископ, який свій твір «Володимир» присвятив Івану Мазепі. З 1803 по 1845 рр. колегію було зачинено, а після відкриття у зв'язку з домінуванням українських студентів — русинів, назву змінили на Грецько-Руську колегію. 1897 р. було засновано окрему колегію для українців «Collegium Nationis Ruthenorum», тож українські вихованці перейшли до її приміщення при церкві св. Сергія та Вакха на Piazza della Madonna dei Monti, 3. Як свідчить Д. Маркусь, в колишньому приміщенні колегії по вул. Бабуїно в коридорі на першому поверсі знаходиться портрет митрополита Й. В. Рутського у старшому віці. У вестибюлі на другому поверсі можемо оглянути також портрети українських митрополитів, єпископів, випускників колегії, виконаних переважно ще за їх життя: Й. В. Рутського у молодому віці, Р. Корсака, К. Жоховського, Г. Коленди та Г. Палковича. Церковна унія 1596 р. поклала початок постійному перебуванню вихідців з України не тільки у Римі, але й по всій Італії.
Пам'яткою пов'язаною з українським козацтвом можна вважати граціозний бароковий костел Пресвятого імені Марії (Santissimo Nome Maria) збудований поблизу форуму Траяна — подяку польського короля Я. Собеського за перемогу під Віднем. Як ми знаємо важливу роль у цій битві відіграли українські козаки.

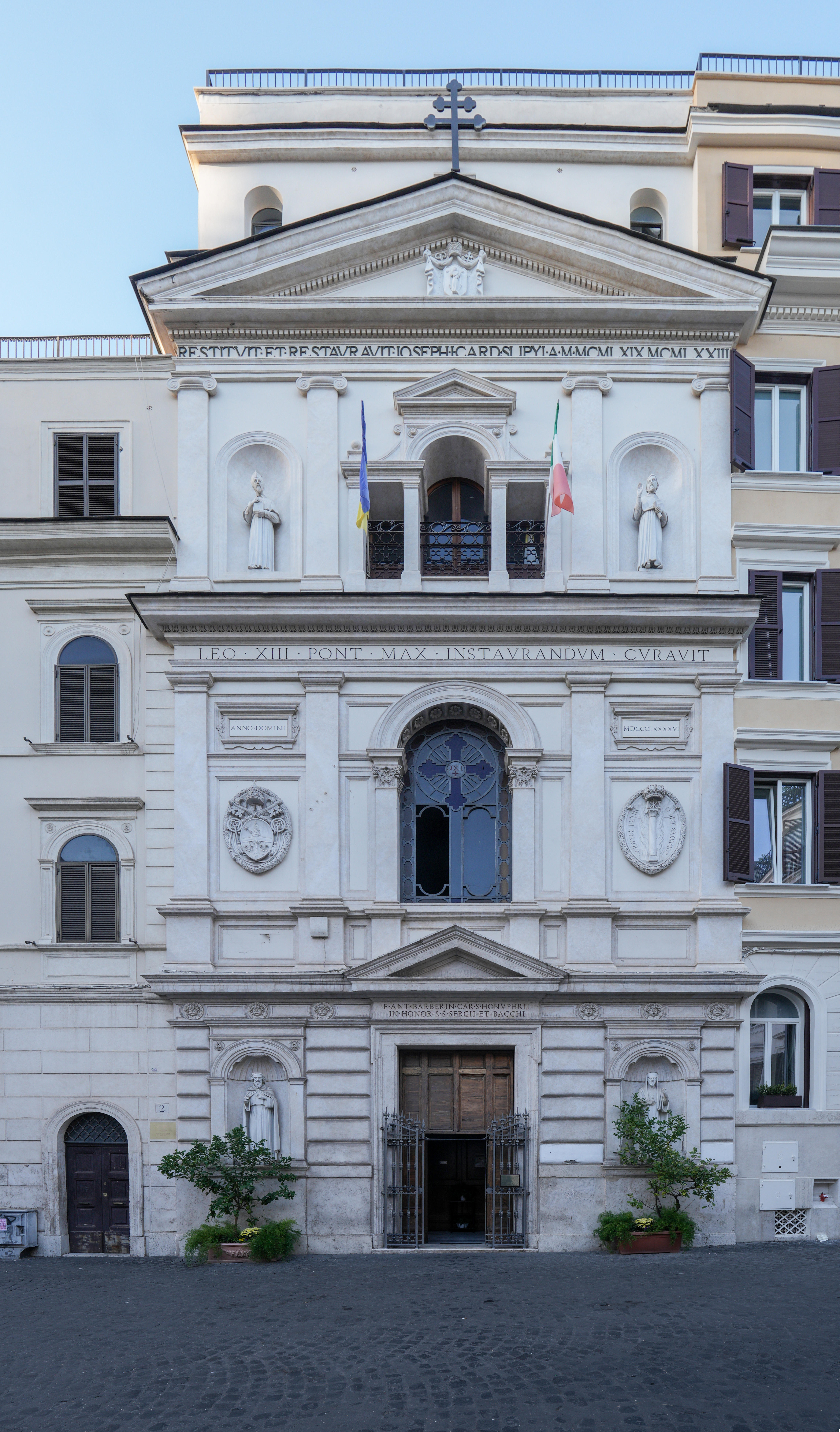
Церква св. мучеників Сергія та Вакха у Римі. Найстаріша греко-католицька церква за межами України. Фото 2018 р.

Після підписання і ратифікації Берестейської Унії у 1596 р. виникла потреба мати постійного представника Київської (греко-католицької) Церкви при Апостольському Престолі. У 1626 р. Київський Митрополит Йосиф Веніамін Рутський відправив до Риму свого першого прокуратора священика Миколу Новака, який своїм осідком мав церкву Жировицької ікони Божої Матері та святих мучеників Сергія і Вакха на Piazza Madonna dei Monti та прилеглі до неї території. 1637 р. (за іншими даними 1639 р.) церкву св. Сергія та Вакха та малий будинок при ній папи Урбан VIII подарував українцям для створення «Collegium Nationis Ruthenorum». Таким чином, це найстаріша греко-католицька церква за межами України (другою напевне, є церква св. Норберта в Кракові — де парафія існує з 1788 р.). Брат папи Урбана VIII — кардинал Антоніо Барберіні докупив сусідній будинок та збільшив фонд нової установи. Будинок служив як представництво (Прокуратура) Київської митрополії та Василіанського чину. Будинок і церкву кілька разів перебудовували аж розібрали і звели наново у 1741 р. Ось як згадує про перебування в цій церкві М. Грушевський: «Руський Великдень», по старому календарю, застає нас в Римі. Маніфестуємо свою приналежність до «східної культури» в пансіоні. Кажемо собі в Велику п'ятницю й суботу варити maigre, — се їм не диво, бо маса побожних католиків, що приїздять сюди ad limina apostolica, щотижня кажуть собі варити пісне (яке то вже те пісне, як на правовірного християнина з наших українських сторін!). І на Великдень їдемо до своєї церкви — до collegium Ruthenum при piazza dei Monti, до земляків. Маленька церквочка Сергія і Вакха — єдина українська церква в Італії, в вічнім Римі, з іконостасом, помальована образами українських святих, і тільки образ Йосафата Кунцевича, звісного гонителя православних, намальованого в ряді українських князів і преподобників, нагадує релігійну межу, яка розділює український світ.
Розділює більше в теорії, хвалити Бога, і, може, не ділитиме вже ніколи в житті, в практиці…

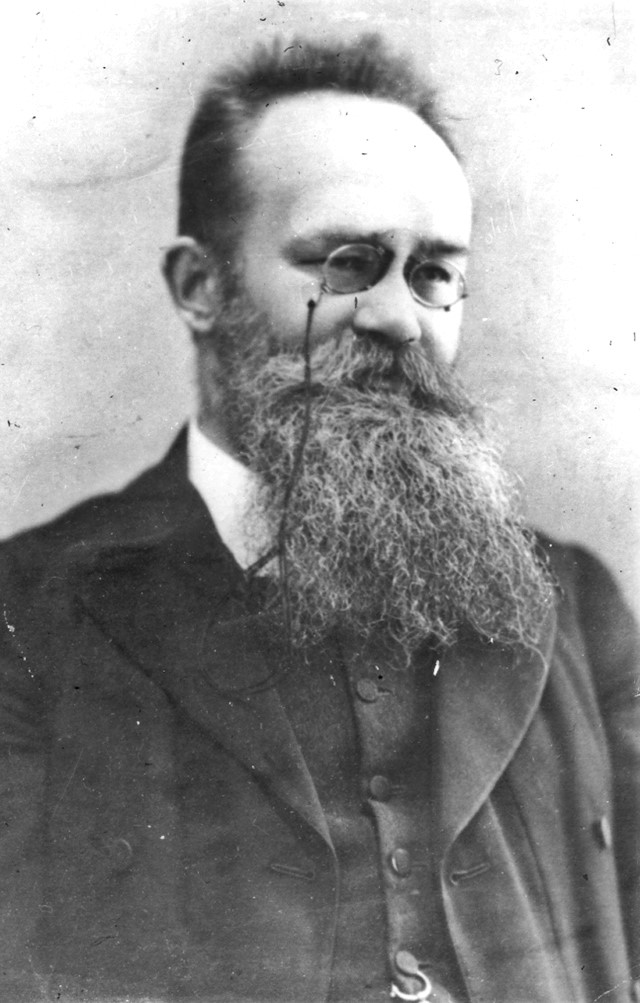
Михайло Грушевський

По Службі відвідуємо земляків. Сим разом я з жінкою, і нас приймають не в рефектарі, куди вступ жінкам заборонений, а в салоні, і сюди по своїм обіді сходиться вся колегія — 16 питомців з Галичини. Від останнього разу, коли я був у ній, в 1904 p., колегія українізувалася дуже значно, бо її заряд перейшов до галицьких василіян, а відколи зроблено кінець перешкодам для її вихованців женитися перед свяченням (давніше не випускали звідси, не посвятивши, і тим способом, хочеш не хочеш, змушували до безженності), колегія стратила свій характер сильця целібату для української молодіжі, а через те стало якось привітніше і свобідніше в ній і нам — припадковим її гостям.
Якби високі мури Пропаганди не загорожували так сильно весь інший світ від вихованців колегії, з неї могла б вийти незвичайно цінна з становища українського культурного життя українська колонія, де українське життя входило б в ближчу стічність з західноєвропейським, італійським спеціально. А якби подбати, щоб при сій колегії давано місця людям з науковими інтересами (на жаль і стид, їх так страшенно мало серед галицького духовенства, навіть в порівнянні з православним духовенством Росії!), могла б тут зав'язатися й певна учена традиція на взір деяких голосних в історії європейської культури духовних конгрегацій католицьких…Проводимо кілька годин в приязній розмові, на теми українські й римські".
Д. Маркусь пише: «Переступаючи поріг Мадонни (так зазвичай називали патріарший двір з цією церквою — авт.), ви переступаєте 350 років української історії в Римі».
У грудні 1897 р. в новозбудованому триповерховому будинку на Piazza Madonna dei Monti папа Лев VIII на зміну «Collegium Nationis Ruthenorum» заснував Українську Папську Колегію Святого Йосафата, які її ще називають Велику Семінарію.
До 1904 р. колегія була під наглядом єзуїтів, а після цього передана василіанам. В ХІХ ст. це майно намагалися привласнити собі Росія, Італія та Австрія, а в 1925-28 рр. Польща. Серед багатьох відвідувачів цієї обителі варто згадати групу паломників до святої землі на чолі з Митрополитом Андрієм Шептицьким в 1906 р. та історика Михайла Грушевського з родиною в 1908 р. Перед першою світовою війною передано звідси до Національного музею у Львові цінний василіанський архів з XVII—XVIII ст. У 1932 р. українська колегія св. Йосафата (Велика Семінарія) переїхала на пагорб Джанікольо.
Давній архів пам'яток пов'язаних з Україною зберігається в будинку Конгрегації для Поширення Віри біля Іспанських сходів на Via dela Propaganda Fide, 1. Цю інституцію заклав в 1622 р. папа Григорій XV і до часу створення Східної Конгрегації в 1917 р. усі листи та папери, що стосуються українських справ зберігаються тут. Серед них і листи щодо унійних перемовин, листи Київських митрополитів (між ними Й. В. Рутського та П. Могили), листування Ставропігійного львівського братства, декрети відносно української греко-католицької церкви. При цій конгрегації Папа Урбан VIII заснував Колегію пропаганди віри, в якій з середини XVII ст. також навчалися українські студенти.
Ще з часів ренесансу Італія приваблювала до себе українців — студентів, письменників, артистів, релігійних діячів, а також тих, хто мав можливість поправити своє здоров'я в умовах чудового клімату цієї країни. Серед них були Максим Березовський. Михайло Драгоманов, Юрій Федькович, Василь Григорович-Барський, Михайло Коцюбинський, Соломія Крушельницька, Леся Українка. Свої враження від відвідування Риму найбільш повно виклав Михайло Грушевський в циклі «По світу». Надзвичайно цікаво порівняти його враження від відвідування античних пам'яток зі своїми власними. Ось як він описує, наприклад, римський форум: «Глибоко, як розрита могила, лежить під ногами гробовище старого, республіканського Риму — Forum Romanum. Ґрунт сучасного Рима піднявся над старим його рівнем взагалі дуже значно, а тут особливо, може, тому, що се була низина, окружена горбами: старий рівень форуму республіканського лежить на кільканадцять (до 13) метрів нижче сучасного, а будови ще старші — як славна „могила Ромула“ й інші пам'ятки під „чорним каменем“ лежать ще на півтора метри нижче пізнішого рівня форуму».
Далі він продовжує: «Чого тільки не зробили з останків їх мурів і на їх звалищах! Абсида старих терм стала півкруглою площею Термів з розкішною фонтаною. Одна з бічних веж — церква. Центральні склепіння — церква Марії degli Angeli, перебудована Мікельанджело. За нею картезіанський монастир, будований ним же і тепер перемінений в національний музей.
Найстарші римські церкви: Марії in Cosmedin і особливо св. Климента (описана нами на початку цього екскурсу-авт.), де під новішою, XII віку, знайдено в 1860-х роках старшу церкву, з IV в. (зруйновану в 1084 p., і через те не перебудовану, як перебудовувалися інші), — дають нам досить живе поняття про ту стару „базиліку“ християнську. В Римі можемо бути свідками народження і перших стадій розвою церковної архітектурної форми, що мала таке величезне значення в розвої всеї пізнішої артистичної творчості».

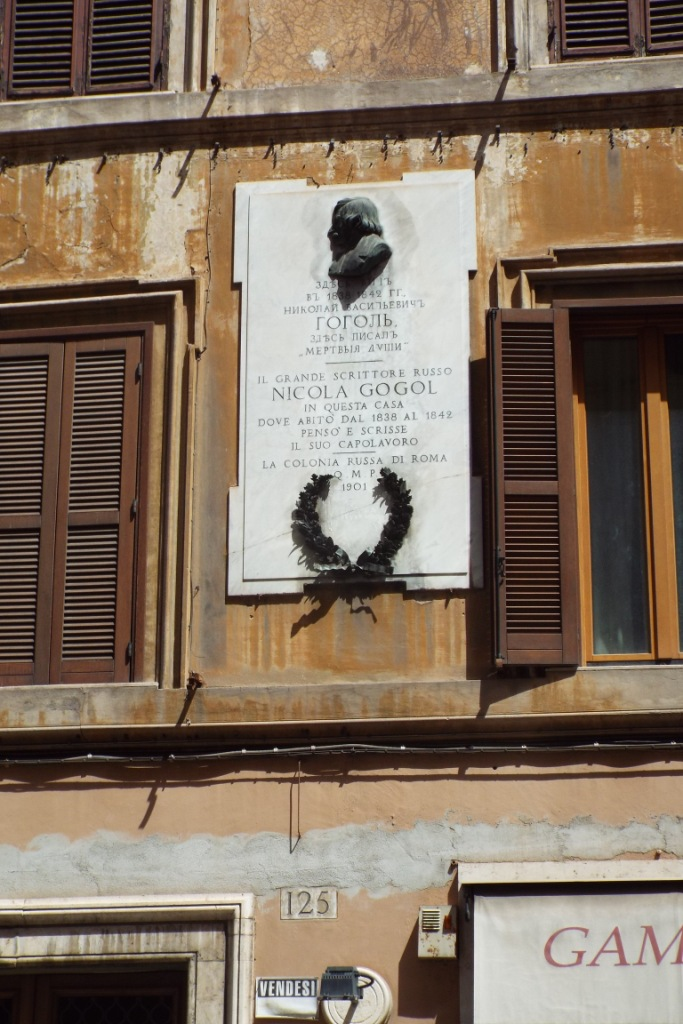
Меморіальна дошка на будинку, в якому проживав Микола Гоголь. Рим, Фото 2018 р.

В Римській базиліці Basilica of Santa Maria del Popolo відспівували кохану Ференца Ліста — Кароліну Вітгенштейн, яка походила з Вінниччини. У Римі вона мешкала на вул. Бабуіно (Babuino), 89.
Свої адреси в Римі має і Микола Гоголь. Перша римська адреса письменника -Via Degli Artisti, 17. А на via Sistina, 123 існує навіть музей М. Гоголя. У цьому будинку він написав «Мертві душі», про що свідчить пам'ятна дошка на фасаді. Микола Гоголь також любив проводити час в кафе «Греко» — via Condotti 86. Тут з ним познайомився друг художник Тараса Шевченка — Василь Штернберг. Тарас Шевченко після закінчення Петербурзької Академії мистецтв, отримавши золоту медаль, сам мав право відвідати Рим. Проте перешкодило заслання.
Автор численних київських краєвидів — Василь Штернберг помер 1846 р. під час свого перебування в Римі, маючи всього 27 років. Його могилу можна відшукати на протестантському кладовищі біля стіни Авреліана. Для цього треба йти навкіс направо до могили Андерсона, а тоді вправо рядком, який починається пам'ятниками Гольмо та Бигеля. 13 поховання в цьому ряду — це могила В. Штернберга. У Римі знаходиться також могила художника К. Брюлова, який узяв активну участь у викупі Тараса Шевченка з кріпацтва. Могила з великим мармуровим пам'ятником та написом «Carolus Bruloff» знаходиться близько входу на цвинтар біля стежки, як веде під гору, трошки навкіс наліво.
Неподалік від Piazza del Popolo у готелі De Russie у свої приїзди до Рима мешкала Марія Вілінська, відома під псевдонімом Марко Вовчок.
В період перед першою світовою війною Рим відвідував також Андрій Шептицький. Роман саме так його тоді звали) Шептицький вперше приїхав до Риму у квітні 1886 р., після того як його батько Граф Іван Шептицький дозволив сину цілковито віддатися під духовну опіку о. Генриха Яцковського. Роман послухав батька та прийняв його пропозицію поїхати до Риму, вирішивши використати цю можливість для приготування до чернецтва. Приїхавши до Риму з рекомендаційними листами, молодий Роман поселився у Польській колегії на віа дей Мароніті (Via dei Maroniti) 22 .
В друге Роман приїхав до Риму у 1888 р., де знову поселився у Польській колегії. 4 березня цього ж року його мати приїхала до Риму зі своїм наймолодшим сином Левом і Казимиром Стефанським. Роман на один місяць винайняв помешкання на віа дель Кваттро Фонтане, навпроти Шотландської колегії, щасливий від того, що може приймати матір «у себе вдома», тим паче, що знав — це вперше і востаннє. Він водив рідних по місту. Невдовзі майбутній чернець Андрій мав аудієнцію у тронній залі Ватикану у папи, який благословив його стати василіанином. У 1900 р. Кир Андрій — Станіславівський Єпископ — очолював паломництво своїх вірних до Риму і з цієї нагоди 29 жовтня мав аудієнцію у Святішого Отця, на якій Папа сповістив Кир Андрія, що його рекомендують на Митрополичий престол. 1906 р., як ми вказували раніше він зупинявся з групою паломників до святої землі в колегії Йосафата при церкві св. Сергія та Вакха. У грудні 1909 р. Митрополит знову приїхав до Риму. Цього разу він приїхав, щоб розпочати пошуки та працювати в архівах Конгрегацій, Ватикану, Ватиканській бібліотеці та, навіть, у приватних бібліотеках деяких княжих родин, над збором документів та матеріалів, які стосуються УГКЦ. Побачивши, що врожай цієї праці може вийти надзвичайно великий і Митрополит сам не впорається з цією клопіткою працею, він шукав когось, кому б міг її довірити. У цей час до Риму якраз приїхав о. Кирило Королевський, який вже не належав до юрисдикції Антіохійського Патріярха, але до Митрополита Андрія, який доручив йому збір цих матеріалів. Через п'ять років Митрополит, востаннє перед Першою Світовою війною, приїхав до Риму, а саме, в червні 1914 р. Тоді він взяв до друку першу частину зібраних о. Кирилом матеріалів.

## Після Другої світової війни
Станом на поч. ХХ ст. українців в Римі побільшало. Під кінець Першої світової війни в Італії було від 70 до 100 тис. полонених з австрійської армії та близько 30 тис. наддніпрянців, переведених сюди з австрійського полону. Майже всі вони повернулися додому. Натомість в Італії шукали підтримки західних держав представники українських визвольних змагань.
У 1919—1920 рр. в Італії перебувала місія УНР на чолі з Д. Антоновичем та ЗУНР на чолі з О. Колесою. Перша розташовувалася у римському готелі Реджіна (Hotel Regina) на Via Venetto, 72.
У великому будинку по вул. Торіно (via Torino), 163 між червнем 1919 та лютим 1920 рр. працювала редакція тижневої газети «La voce dell'Ucraina» («Український голос»), заснованої Центральним комітетом українців. Фінансувала видання місія УНР в Італії. Невелика редакція розповідала своїм передплатникам про історію, культуру та сучасні події в Українській Народній республіці. Газета виходила італійською мовою, адже мала на меті інформувати саме місцеву публіку. Відтак, українські автори писали французькою, яку знали блискуче, а тоді вже співробітник-італієць перекладав тексти своєю рідною мовою. На жаль, у лютому 1920 р. редакція була змушена закрити газету через брак коштів та поступове згортання місії УНР в Італії.
У 1919 р. у Римі мешкав спочатку член, а потім керівник української дипломатичної місії Євген Онацький. Пізніше Онацький був представником ОУН у цій країні. Йому вдалося організувати тут невелику українську громаду, головою якої він був з 1927 р. до свого ув'язнення німцями у 1943 р. Після другої світової війни емігрував до Аргентини і став Головою Центральної Репрезентації українців. В Римі Є. Онацький утримував пансіон для туристів в будинку на Corso d'Italia, 6. Подекуди вказується, що саме тут також розташовувалося дипломатичне представництво УНР. В пансіоні Є. Онацького зустрічалася світська українська громада Риму. Представники УНР зустрічалися з депутатами та міністрами уряду Італії. Але, попри всі зусилля дипломатів, італійська влада місію так і не визнала. Відтак, по короткому часі, у червні 1920 року, її згорнули. Окрема місія на чолі з графом М. Тишкевичем представляла ЗУНР у Ватикані за адресою вілла Маріньолі (Marignoli) на розі Corso d'Italia і Via Po.
У 1936 р. з Швейцарії до Риму переїхала родина провідника ОУН Євгена Коновальця. Їх помешкання знаходилося у будинку по вул. Lungotevere Flaminio, 74 на п'ятому поверсі з видом на Тибр. У 1938 р. полковник Є. Коновалець загинув в Ротердамі. Натомість його син та дружина жили у Римі до своєї смерті (син Коновальця помер в молодому віці). Деякий час в Італії мешкали І. Токаржевський, І. Курах та інші політичні діячі.
Після завершення другої війни в таборах для переміщених осіб в Італії перебувало 10 тис. вояків дивізії «Галичина» У 1947 р. невелику групу українців об'єднав навколо себе український громадський діяч В. Федорончук.
Найбільша кількість установ пов'язаних з Україною у Римі у вказаний період була і є релігійними. Під час другого Ватиканського собору 1862-65 рр. у базиліці св. Петра Йосип Сліпий підніс прохання піднести устрій української греко-католицької церкви до патріархального. Ватикан тоді не задовольнив прохання владики. Проте Йосипу Сліпому надано статус Верховного архієпископа з правами, які дали йому можливість зватися патріархом. 22.02.1965 р. в цій базиліці св. Петра відбулася консисторія на якій Йосифа Сліпого оголошено кардиналом.
До речі, Другий Ватиканський собор став переломним для українців багатьох сенсах, адже він поклав початок офіційному застосуванню української мови в греко-католицьких богослужіннях. А також проголосив рівність усіх християнських церков в пошуку порятунку душі. Увагу привертає також розташована на території Ватикану Протопресвітерська плата (Plazzina del Arciprete) — резиденція Йосипа Сліпого. Тут були аудієнції його численних відвідувачів. Патріарх Йосип Сліпий любив прогулюватися Ватиканськими садами, де зустрічався з понтифіком.
Ватиканські музеї — це величезна колекція історичних предметів. З них українця можуть особливо зацікавити кілька пов'язаних з нашою країною творів. Зокрема, тут експонується картина Я. Матейка «Битва під Віднем». На картині зображені запорожці — співтворці перемоги. А в залі № 31 знаходиться скульптура Лелльо Скорцеллі на честь Другого Ватиканського Собору. Серед показаних соборних отців наявна і постать українського патріарха Йосипа Сліпого. В Сікстинській капелі 12.11.1979 р. папа Іоанн Павло ІІ уділив єпископської харитонії отцю Мирославу Любачівському — митрополиту філадельфійському). В цій же каплиці в час літургії 24.03.1980 р., в якій співслужили патріарх Йосип та митрополити Кир Максим Германівський та Кир Мирослав Любачівський, Папа Іоанн Павло другий виголосив проповідь українською мовою. У 1984 р., коли помер Йосип Сліпий, його проводжав папа Іоанн Павло ІІ, який виголосив прощальне слово українською мовою.
Ватиканське радіо — Piazza Pia, 3. Це радіо було організовано в 1931 р. Українські програми, які готував о. Михайло Ваврик, почали надаватися від 14.12.1939 р. раз в тиждень. Передачу українських програм було перервано в 1944-47 рр. Від 1966 р. українські програми почали виходити щоденно, а літургії щонеділі. Репортажі виходили під керівництвом отців василіан. Українську редакцію мало також радіо «Рим». Від 1915 до 1921 р. українська колегія св. Йосафата при церкві св. Сергія та Вакха в Римі була закрита. Будинок знімали сестри св. Єлизавети, що проводили тут пансіон для дівчат. В 1924 р. у церкві відбулася хіротонія єпископа Костянтина Богачевського для українців Америки, а в 1929 р. єпископа Івана Бучка. У 1960 р. василіани продали будинок представникам латино-американських церков. Коли до Рима після відбуття багаторічного заслання в сталінських таборах повернувся Йосип Сліпий, йому була надана окрема резиденція в Ватиканському палаці. Втім, владика думав не про себе. У 1972 р. він викупив будинок при церкві св. Сергія та Вакха (першу Велику семінарію), який пізніше був резиденцією його наступника кардинала Мирослава Любачівського. Храм відтоді належав товариству св. Софії. Храм святих Сергія та Вакха з знаменитою чудотворною іконою Пресвятої Богородиці Жировицької, згідно з декретом папи Павла VI з вересня 1970 р. став першою українською парафіяльною церквою в Римі.

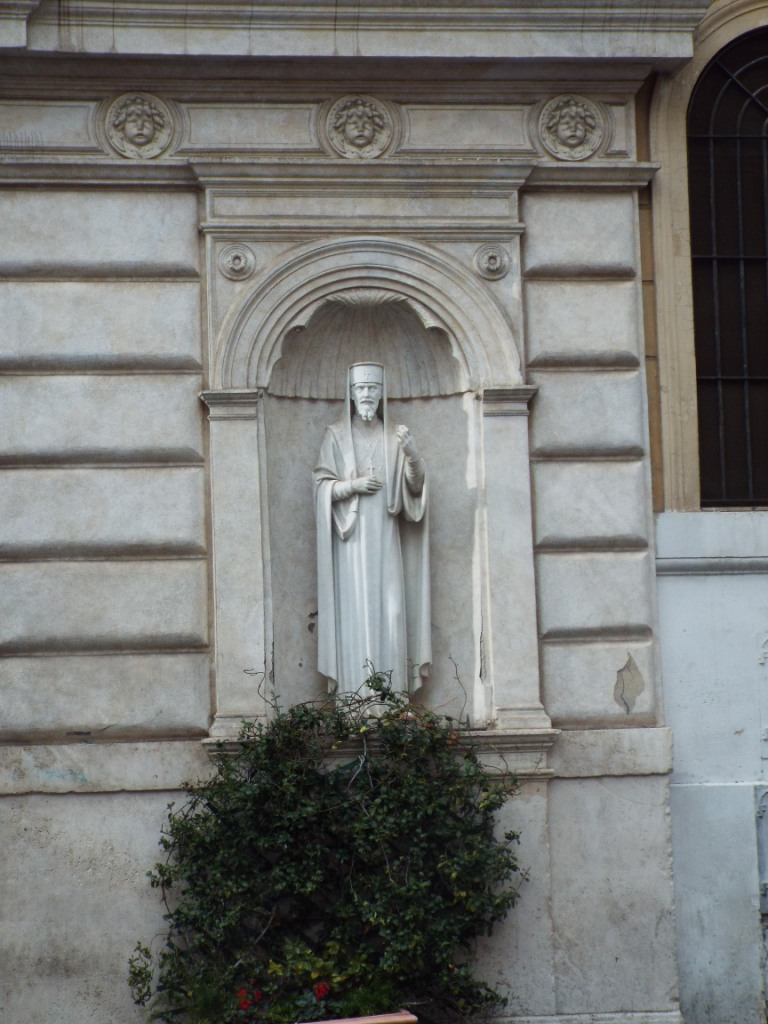
Зображення Йосипа Сліпого на фасаді церкви св. Сергія та Вакха у Римі. Фото 2018 р.

Загалом, завдяки Йосипу Сліпому домівки одержали українські громади в багатьох країнах світу: «Як буде хата — прийдуть люди!» — вважав патріарх.
Провід парафії доручено отцям василіанам, одному з основних чернечих орденів Української греко-католицької церкви, які однак і раніше володіли нею.
Тут також розміщувалася резиденція патріарха української греко-католицької церкви, музей та готель. Вхід під номером 3. Над входом розміщено зображення галицького лева. У 1718 р. під тиньком при реставрації церкви було знайдено образ, вмурований в стіну, який був відомий як ікона Жировицької Божої Матері. Ікону почали почитати як чудотворну. Папа Климент ХІ доручив витягнути її з-під тиньку та розмістити в церкві. Ця ікона пережила перебудови церкви на костел. Проте під час відновлення церкви лише частину інших первісних ікон вдалося знайти, решту прислали з Парижа, де якраз вставляли новий іконостас до церкви св. Володимира. Зокрема, в одній з римських галерей знайшлася ікона св. Сергія та Вакха, яку вдалося викупити та повернути у церкву. Під церквою була також крипта, найстаріше не ідентифіковане поховання в якій належить до 1311 р. В центрі підлоги церкви є напис про поховання тут митрополита Рафаїла Корсака, який «церкву цю збагатив священними обрусами і золотими і срібними дарами».
На патріаршому дворі на першому поверсі знаходиться вітальня-салон, а на другому поверсі, де зараз каплиця сестер — історична кімната, де часто зупинявся Андрій Шептицький. Тут митрополит проживав 1929 р., коли організував в Римі Конференцію Єпископів Греко-Католицької Церкви. В днях 21-29 жовтня 1929 р., до Риму з'їхалися Владики з Галичини, Югославії, Закарпаття і США. 20 жовтня того ж року у церкві Свв. Сергія і Вакха відбулася єпископська хіротонія Кир Івана (Бучка) на Єпископа помічника Львівської Архиєпархії. Його святителями були Митрополит Андрей, Кир Григорій (Хомишин) та Кир Йосафат (Коциловський). Тут же митрополит зупинявся під час візитів до Риму в 1929 (посвячення фундаментів нового приміщення Великої Сеімнарії) та 1932 рр (коли відбулася у Римі Єпископська Конференція греко-католицького Єпископату).
На третьому поверсі розміщується готель. На четвертому та п'ятому поверхах розміщувався музей релігійного та народного мистецтва перенесений сюди в 1971 р. з Українського католицького університету на Віа Боччея. У зв'язку з тим, що приміщення для колегії св. Йосафата (Великої Семінарії) на патріаршому дворі при церкві Сергія та Вакха було замале папа Пій ХІ призначив частину ватиканських володінь на горі Джанікольо по сусідству від румунської колегії для української колегії. 28 жовтня 1929 р. відбулося урочисте посвячення фундаменту для Колегії Святого Йосафата. Тоді на Джанікольо була присутня майже вся Ієрархія УГКЦ. Митрополит Андрей, з причин здоров'я, не міг довершити акту посвячення, тому це зробив найстарший з Єпископів — Кир Григорій (Хомишин). Наступного дня весь Єпископат, настоятелі та питомці Колегії були на аудієнції у понтифіка.
13.11.1932 р. відбулося урочисте відкриття нового приміщення Великої Семінарії, хоча властиве перенесення осідку Колегії відбулося ще 6 травня того ж року. В цей час сюди з Мадонни (так популярно називали садибу патріаршого двору) перевели бібліотеку та 39 семінаристів. Від початку семінарію обслуговували сестри служебниці. Просторий будинок має 50 місць. Каплицю розмальовував Маріо Барберіо. Запрестольний образ Христа Пантократора, образи св. Володимира і св. Йосафата — це праці Святослава Гординського. В семінарії також знаходяться праці митця Миколи Азовського, який перебував там в 1945 р. За час свого існування Велика Семінарія виховала понад 400 священників, 25 з яких стали єпископами. Нині в ній навчається близько 50 семінаристів з України та діаспори. Утримання семінарії відбувалося з рахунок коштів Конгресу східних церков Ватикану. Семінаристи навчалися у римських папських університетах та інститутах, а духовну підготовку проходять в семінарії. Тут вони слухають лекції та літургії, знайомляться з історією української церкви, вивчають церковний спів. Навчання здійснювалося українською та італійською мовами. Студенти видавали журнал «Альма Матер». Ректором колегії був василіанин Генезій Віомар.
З 1941 по 1947 р. при колегії жив архієпископ Іван Бучко, знаний як «архіпастир скитальців». За його ініціативною в 1945 р. заснований Український допомоговий комітет в Італії, до якого належали духовні та світські особи, які перебували тоді в Римі. Із студентів семінарії на Джанікольо дванадцять випускників стали єпископами.

Іван Бучко

Необхідно додати, що Митрополит Андрей 14 липня 1932 р. купив у княжни, Анни Гагарін, віллу у Кастель Гандольфо, яку подарував Колегії св. Йосафата. Вона стала вакаційною віллою студентів Колегії. В подяку за цей дар студенти назвали віллу на честь свого Великого Митрополита — Вілла Андреа, де, невдовзі, було встановлено погруддя Слузі Божому Андрею.
В 1926 р. згадуваній в попередній частині Колегії з пропаганди віри надано статус папського університету — Urbanianum. У 1928 р. цей Папський університет Пропаганда Фіде, з якими українці були найбільше повв'язані також перенесено до нового приміщення на Джанікольо. У XX ст. з українських випускників Urbanianum 9 стали єпископами. Але найголовніший український комплекс розбудувався на північній околиці Риму Montespicatto по вул. Боччеа. Адже саме тут збудовано собор св. Софії, Український католицький університет, з яким пов'язана Колегія св. Софії та у Українська Мала Семінарія. У 1963 р. в Римі патріархом Йосипом Сліпим був заснований Український католицький університет (УКУ) як продовження Львівської богословської академії закритої в 1944 р. Будинок університету було побудовано в 1964-66 р. Патріарх Йосиф видав грамоту заснування УКУ 28.11.1963 р., а в 1966 р. затвердив його конституцію. В 1968 р. блаженний Йосиф також заснував при УКУ, як продовження Львівської семінарії, закритої 1944 р. Колегію св. Софії. До 1987 р. у ній вчилося 67 студентів, з яких 12 стало священниками. У 1987-88 рр. до головної будівлі УКУ було добудовано нові приміщення. На початку 1990 рр. тут навчалося 80 студентів. Цей Університет готував кадри на той момент, коли українська греко-католицька церква зможе вийти з підпілля. Такий момент настав в 1991 р. З незалежністю Української Держави, УКУ в Римі передав свої обов'язки централі львівському осередку. А сам став його осередком в Римі, що має назву Інститут св. Климента Папи. Перед будівлею УКУ споруджені пам'ятники Тарасу Шевченку, Івану Котляревському та Маркіяну Шашкевичу.
Церква св. Софії — один з найкращих українських храмів закордоном, збудований зусиллями кардинала Йосипа Сліпого за проєктом італійського архітектора Лучо ді Стефано. Базиліка споруджена в русько-византійському стилі близькому до архітектури Софії у Києві та нав'язує до Софії в Константинополі. Проєкт іконостасу й мозаїчного покриття підлоги виконав Святослав Годинський з Нью-Йорка. Іконописцем іконостасу храму був ієромонах Студитстького уставу Ювеналій Йосип Мокрицький. 1969 р. Блаженніший Йосиф та сімнадцять Владик в присутності Папи Павла VI, який переніс сюди із базиліки св. Климента частину мощей св. Климента, довершили посвячення собору Святої Софії. Під церквою знаходилася спеціальна аудиторія, а нижче крипти. Тут був початково похований Йосип Сліпий. Пізніше, відповідно до свого заповіту, він був перепохований до Львова до кафедри св. Юра, де спочив поруч з Андрієм Шептицьким. Тут також були поховані студент Григорій Смерека, митр. Й. Сембратович (1901 р. перенесений з цвинтаря Кампо Верано), Юліан Павликовський (перевезений з Мюнхена), княгиня Тереза Сангушка-Сапіга (перевезена з Мерано, Північна Італія), архієпископ Іван Бучко (помер 1974 р.), мати Клавдія — архімандриня василіанок та о. архімандрит Ст. Чміль (помер. 1978 р.).
У соборі святої Софії є мозаїчні портрети восьми київських та галицьких митрополитів, князів Ярослава Мудрого та Володимира Мономаха.
Мала Семінарія — середня школа для хлопчиків, яка була створена на зразок Львівської Малої Семінарії. Цю школу покликано стараннями єпископа Івана Бучка у 1951 р. бере свій початок з Люрі (Luri) у Франції. Семінарія була єдиною середньою школою в західному світі з винятково українською мовою навчання. В 1830-х рр. з Перемишльської єпархії до сілезіанських установ в Римі прибуло 32 хлопці, з яких 17 стали священниками. Саме їм доручено було проводити Малу Семінарію. На прохання Йосипа Сліпого папа надав Малій Семінарі привілей «Папської Семінарії» (Seminario Pontifico). Початково вона розташовувалася в українському центрі на Via de Boccea 480. У 1996 р. Мала Семінарія залишила приміщення по Via del Boccea у Римі і перейшла до нової будівлі при сілезіанській спільноті по вул. Пренестіна. Гідно виконавши своє завдання бути центром християнського виховання українців в діаспорі, у 1999 р. Мала Семінарія перестала існувати, адже українським сілезіанам вже відкрилася дорога до рідної України, де могли відкрито працювати для спасіння душ і виховання дітей та молоді в дусі святого Івана Боско. Мала Семінарія проіснувала 48 років: з 1951 по 1999 рр., виховала понад 2500 українців 15-ти країн діаспори та з України, з них понад 60 стали священниками. До 1987 р. її закінчило 748 студентів, 41 з яких був посвячений в сан священника.
У Римі зосереджено також низку інших релігійних інституцій та організацій. Серед них головні управи отців василіан, сестер василіанок, сестер служебниць. Починаючи з 1949 р. ці ордени видали 55 томів документів з римських та ватиканських архівів, які стосуються України, значну кількість наукових праць.
У 1947 р. за кошт канадської спільноти придбано будинок для сестер служебниць в Римі по вул. Via cassia Antica, 104. Сестри займаються допомогою хворим та беруть участь у підготовці богослужінь. Чин працює у багатьох країнах світу. У каплиці при будинку зберігаються останки першої настоятельки чину Йосафати Гордашевської, які були вивезені з України після другої світової війни.
Генеральна курія редемптористів, Via Marulana, 30 — центральна садиба католицького ордену, до якого стараннями Митрополита А. Шептицького належала частина греко-католицького духовенства Канади. Митрополит Канади Максим Германюк та екзарх Франції єпископ Михайло Гринчишин належали до цього ордену. Під час свого перебування в Римі в 1920 р. перед подорожжю до Північної та Південної Америки тут зупинявся митрополит Андрій Шептицький.
Генеральний дім сестер Василіанок св. Макріни Via Sant` Alessio, 26. Цю садибу придбано 1953 р., коли Апостольська столиця розпорядилася щодо централізації ордену василіанок, який діє в багатьох країнах світу. Свою історію василіанки виводять від монастиря св. Ірини в Києві 1037 р. Сестри, які мешкають в Римі працюють у місті та Ватикані.
Дім головної управи отців василіан св. Йосафата знаходиться на Via S. Giosofat, 8. Цей будинок збудовано в 1935 р., але василіани купили його лише в 1960 р. В 1060-61 рр. переобладнано церкву, пристосувавши її до українського обряду. При цьому мозаїки виконав італієць Ф. Бінянеллі, а іконостас — о. Ювеналій Мокрицький.
У 1917 р. на вул. Карло Альберто (Carlo Albierto), 7 єзуїтами закладено Орієнтальний інститут. В ньому викладалися предмети, які належали до східноєвропейських студій, включаючи історію української церкви. У бібліотеці інституту зберігаються цінні стародруки з українських земель, зокрема Острозька Біблія 1581 р., «Граматика» Мелетія Смотрицького 1648 р., матеріали з друкарень Львова та Печерської лаври Києва, які відносяться до XVI—XVII ст.
Священна конгрегація східних церков на Via Concilazione, 34 здійснює управління східними католицькими церквами. Вона створена папою Бенедиктом XVI у 1917 р. Конгрегація створила Апостольську візитуру для українців в Західній Європі, яку до 1972 р. очолював архієпископ Іван Бучко). Навпроти конгрегації також є старовинний готель Коломбус, де відбувалися прийоми, зокрема, з нагоди 91-річчя патріарха Йосипа Сліпого, та прес-конференції та зустрічі.
Поруч з містом живих розміщуються некрополі, на яких теж не бракує українських слідів. Зокрема, на головному цвинтарі Риму — Campo Berano — на ділянці 35 міститься каплиця № 1, яка належить василіанам, а № 2 — сестрам служебницям. Ближче до виходу на Plazzale del Verano знаходиться місце поховання дружини та сина полковника Є. Коновальця. Коли входити на цвинтар брамою з правого боку, на третій алеї звернути направо догори по східцях до Arconifrater-nitta di carita, а тоді вправо в галерею. Там в reguardo XIX в кінці коридору в нижні частині з правого боку знаходиться поховання Коновальців.
Сучасний український вимір Риму — це звичайно ж українські дипломатичні представництва: Посольство України в Італії, Via Guido d'Arezzo, 9 та Консульский відділ Посольства України, Via Monte Pramaggiore, 13.
Необхідно відзначити, що після набуття незалежності Україною в Італію почалася трудова еміграція українців. Наразі в умовах безвізового режиму вона значно посилилася, внаслідок чого виникають нові спільноти українців, об'єднанні питаннями пошуку роботи, оформлення статусу, спільного відпочинку тощо. При цьому, вони використовують сучасні соціальні мережі та жваво популяризують і підтримують свою країну.